# Kanurennsport-Europameisterschaften 2018
Die Kanurennsport-Europameisterschaften 2018 fanden vom 8. bis 10. Juni 2018 in Belgrad in Serbien statt. Es waren die 30. Europameisterschaften. Belgrad war nach 2011 das zweite Mal der Gastgeber.
Die deutsche Mannschaft schloss die Europameisterschaft auf Platz 2 des Medaillenspiegels ab. Sebastian Brendel gewann über 5000 m im Kanadier-Einer, der Kanadier-Zweier mit Yul Oeltze und Peter Kretschmer siegte über 1000 m. Max Hoff gewann Gold über 5000 m im Kajak-Einer und Nina Krankemann wurde über die gleiche Distanz einzige deutsche Europameisterin bei den Damen.

## Ergebnisse

### Herren

#### Kanadier
| Disziplin       | Disziplin | Gold                                                             | Leistung      | Silber                                                             | Leistung      | Bronze                                                                   | Leistung      |
| --------------- | --------- | ---------------------------------------------------------------- | ------------- | ------------------------------------------------------------------ | ------------- | ------------------------------------------------------------------------ | ------------- |
| Kanadier-Einer  | 200 m     | Sasa Nadiradse                                                   | 39,200 s      | Iwan Schtyl                                                        | 39,224 s      | Arzjom Kosyr                                                             | 39,468 s      |
| Kanadier-Einer  | 500 m     | Martin Fuksa                                                     | 1:47,404 min  | Sebastian Brendel                                                  | 1:47,659 min  | Oleg Tarnovschi                                                          | 1:48,454 min  |
| Kanadier-Einer  | 1000 m    | Martin Fuksa                                                     | 3:46,723 min  | Sebastian Brendel                                                  | 3:46,810 min  | Carlo Tacchini                                                           | 3:51,916 min  |
| Kanadier-Einer  | 5000 m    | Sebastian Brendel                                                | 22:51,010 min | Kiril Shamshurin                                                   | 23:06,650 min | Carlo Tacchini                                                           | 23:11,350 min |
| Kanadier-Zweier | 200 m     | RusslandAlexander Kawalenko Iwan Schtyl                          | 35,919 s      | BelarusHleb Saladukha Dsjanis Machlaj                              | 36,139 s      | PolenArsen Śliwiński Michał Łubniewski                                   | 36,475 s      |
| Kanadier-Zweier | 500 m     | RumänienLeonid Carp Victor Mihalachi                             | 1:38,165 s    | RusslandPawel Petrow Michail Pawlow                                | 1:38,945 s    | UkraineDmytro Jantschuk Taras Mischtschuk                                | 1:38,985 s    |
| Kanadier-Zweier | 1000 m    | DeutschlandYul Oeltze Peter Kretschmer                           | 3:25,041 min  | RumänienLeonid Carp Victor Mihalachi                               | 3:25,481 min  | SpanienSergio Vallejo Adrian Sieiro                                      | 3:27,414 min  |
| Kanadier-Vierer | 1000 m    | RusslandPawel Petrow Wiktor Melantjew Michail Pawlow Iwan Schtyl | 1:29,155 min  | UkraineYurii Wandiuk Oleh Borowyk Andrii Rybachok Olexander Siwkow | 1:30,941 min  | PolenWiktor Głazunow Michał Łubniewski Arsen Śliwiński Marcin Grzybowski | 1:31,008 min  |

#### Kajak
| Disziplin    | Disziplin  | Gold                                                                  | Leistung      | Silber                                                                     | Leistung      | Bronze                                                            | Leistung      |
| ------------ | ---------- | --------------------------------------------------------------------- | ------------- | -------------------------------------------------------------------------- | ------------- | ----------------------------------------------------------------- | ------------- |
| Kajak-Einer  | 200 Meter  | Carlos Garrote                                                        | 34,655 s      | Artūras Seja                                                               | 34,783 s      | Marko Dragosavljević                                              | 34,801 s      |
| Kajak-Einer  | 500 Meter  | Josef Dostal                                                          | 1:36,398 min  | Oleh Kucharyk                                                              | 1:37,333 min  | Fernando Pimenta                                                  | 1:37,393 min  |
| Kajak-Einer  | 1000 Meter | Fernando Pimenta                                                      | 3:29,200 min  | Bálint Kopasz                                                              | 3:29,480      | Max Rendschmidt                                                   | 3:31,520 min  |
| Kajak-Einer  | 5000 Meter | Max Hoff                                                              | 20:27,960 min | Fernando Pimenta                                                           | 20:38,790 min | Eivind Vold                                                       | 20:50,610 min |
| Kajak-Zweier | 200 Meter  | SpanienSaúl Craviotto Cristian Toro                                   | 30,740 s      | SerbienNebojša Grujić Marko Novaković                                      | 31,200 s      | UngarnMárk Balaska Balázs Birkás                                  | 31,365 s      |
| Kajak-Zweier | 500 Meter  | UngarnMilán Mozgi Tamas Somoracz                                      | 1:27,500 min  | SpanienMarcus Walz Rodrigo Germade RusslandJuri Postrigai Wassili Pogreban | 1:27,630 min  |                                                                   |               |
| Kajak-Zweier | 1000 Meter | SerbienMarko Tomićević Milenko Zorić                                  | 3:04,940 min  | DeutschlandMax Hoff Marcus Groß                                            | 3:06,206 min  | SpanienFrancisco Cubelos Iñigo Peña                               | 3:06,750 min  |
| Kajak-Vierer | 500 Meter  | SpanienSaúl Craviotto Marcus Walz Cristian Toro Rodrigo Germade       | 1:18,559 min  | DeutschlandMax Rendschmidt Tom Liebscher Ronald Rauhe Max Lemke            | 1:18,573 min  | UngarnSándor Tótka Miklós Dudás Peter Molnár István Kuli          | 1:19,939 min  |
| Kajak-Vierer | 1000 Meter | BelarusKiryl Nikitsin Vitaliy Bialko Ilya Fedarenka Raman Piatrusenka | 2:48,841 min  | SlowakeiSamuel Baláž Gábor Jakubik Milan Frana Tibor Linka                 | 2:49,491 min  | SpanienAitor Gorrotxategi Javier Hernanz Pelayo Roza Ruben Millan | 2:49,701 min  |

### Frauen

#### Kanadier
| Disziplin       | Disziplin  | Gold                            | Leistung      | Silber                            | Leistung      | Bronze                                     | Leistung      |
| --------------- | ---------- | ------------------------------- | ------------- | --------------------------------- | ------------- | ------------------------------------------ | ------------- |
| Kanadier-Einer  | 200 Meter  | Olessja Romassenko              | 45,726 s      | Dorota Borowska                   | 46,222 s      | Virág Balla                                | 46,470 s      |
| Kanadier-Einer  | 500 Meter  | Alena Nasdrowa                  | 2:03,053 min  | Ksenija Kuratsch                  | 2:05,013 min  | Ljudmyla Lusan                             | 2:07,173      |
| Kanadier-Einer  | 5000 Meter | Wolha Klimawa                   | 25:58,260 min | Zsanett Lakatos                   | 26:49,770 min | Ljudmyla Babak                             | 27:02,130 min |
| Kanadier-Zweier | 200 Meter  | UngarnVirág Balla Kincső Takács | 42,730 s      | BelarusAlena Nasdrowa Kamila Bobr | 43,247 s      | RusslandIrina Andrejewa Olessja Romassenko | 43,374 s      |
| Kanadier-Zweier | 500 Meter  | UngarnVirág Balla Kincső Takács | 1:55,678 min  | BelarusAlena Nasdrowa Kamila Bobr | 1:56,238 min  | RusslandIrina Andrejewa Olessja Romassenko | 1:56,987 min  |

#### Kajak
| Disziplin    | Disziplin  | Gold                                                        | Leistung      | Silber                                                                    | Leistung      | Bronze                                                                                 | Leistung      |
| ------------ | ---------- | ----------------------------------------------------------- | ------------- | ------------------------------------------------------------------------- | ------------- | -------------------------------------------------------------------------------------- | ------------- |
| Kajak-Einer  | 200 Meter  | Marta Walczykiewicz                                         | 39,697 s      | Danuta Kozák                                                              | 40,023 s      | Emma Jørgensen                                                                         | 40,199 s      |
| Kajak-Einer  | 500 Meter  | Danuta Kozák                                                | 1:47,742 min  | Wolha Chudsenka                                                           | 1:48,762 min  | Anna Puławska                                                                          | 1:50,518 min  |
| Kajak-Einer  | 1000 Meter | Nina Krankemann                                             | 3:57,229 min  | Tamara Takács                                                             | 3:57,355 min  | Karin Johansson                                                                        | 4:02,645 min  |
| Kajak-Einer  | 5000 Meter | Tamara Takács                                               | 22:58,560 min | Sarah Troel                                                               | 23:27,440 min | Hermien Peters                                                                         | 23:31.700 min |
| Kajak-Zweier | 200 m      | PortugalTeresa Portela Joana Vasconcelos                    | 37,055 s      | RusslandNatalja Podolskaja Wera Sobetowa                                  | 37,083 s      | PolenDominika Włodarczyk Katarzyna Kołodziejczyk                                       | 37,147 s      |
| Kajak-Zweier | 500 m      | FrankreichManon Hostens Sarah Guyot                         | 1:39,257 min  | UngarnErika Medveczky Tamara Csipes                                       | 1:39,447 min  | BelgienHermien Peters Lize Broekx DeutschlandJasmin Fritz Steffi Kriegerstein          | 1:40,412 min  |
| Kajak-Zweier | 1000 m     | PolenJustyna Iskrzycka Paulina Paszek                       | 3:31,645 min  | DeutschlandSarah Brüßler Melanie Gebhardt                                 | 3:31,915 min  | UngarnNoémi Pupp Tamara Csipes                                                         | 3:36,271 min  |
| Kajak-Vierer | 500 m      | UngarnAnna Kárász Erika Medveczky Danuta Kozák Dóra Bodonyi | 1:28,933 min  | BelarusAlina Swita Nadseja Ljapeschka Maryna Litwintschuk Wolha Chudsenka | 1:30,067 min  | RusslandKira Stepanowa Wera Sobetowa Swetlana Tschernigowskaja Anastassija Pantschenko | 1:31,624 min  |

## Medaillenspiegel
| Rang   | Land        | Gold | Silber | Bronze | Gesamt |
| ------ | ----------- | ---- | ------ | ------ | ------ |
| 1      | Ungarn      | 6    | 5      | 4      | 15     |
| 2      | Deutschland | 4    | 5      | 2      | 11     |
| 3      | Russland    | 3    | 6      | 3      | 12     |
| 4      | Belarus     | 3    | 5      | 1      | 9      |
| 5      | Spanien     | 3    | 1      | 3      | 7      |
| 6      | Tschechien  | 3    | 0      | 0      | 3      |
| 7      | Polen       | 2    | 1      | 4      | 7      |
| 8      | Portugal    | 2    | 1      | 1      | 4      |
| 9      | Serbien     | 1    | 1      | 1      | 3      |
| 10     | Frankreich  | 1    | 1      | 0      | 2      |
| 10     | Rumänien    | 1    | 1      | 0      | 2      |
| 12     | Georgien    | 1    | 0      | 0      | 1      |
| 13     | Ukraine     | 0    | 2      | 3      | 5      |
| 14     | Litauen     | 0    | 1      | 0      | 1      |
| 14     | Slowakei    | 0    | 1      | 0      | 1      |
| 16     | Belgien     | 0    | 0      | 2      | 2      |
| 16     | Italien     | 0    | 0      | 2      | 2      |
| 18     | Dänemark    | 0    | 0      | 1      | 1      |
| 18     | Moldau      | 0    | 0      | 1      | 1      |
| 18     | Norwegen    | 0    | 0      | 1      | 1      |
| 18     | Schweden    | 0    | 0      | 1      | 1      |
| Gesamt | Gesamt      | 30   | 31     | 30     | 91     |